# Tom Boonen
Tom Boonen (* 15. Oktober 1980 in Mol) ist ein ehemaliger belgischer Radrennfahrer. Er war einer der erfolgreichsten Klassikerfahrer seiner Generation und siegte dreimal bei der Flandern-Rundfahrt, viermal bei Paris–Roubaix und einmal bei den Straßenweltmeisterschaften. Er gewann bei der Tour de France sechs Etappen im Sprint und einmal das Grüne Trikot.

## Laufbahn
Tom Boonen bestritt mit 14 Jahren sein erstes Rennen. Nachdem Boonen im Jahr 2000 Paris–Tours Espoirs gewonnen hatte und  Dritter bei Paris–Roubaix Espoirs wurde, erhielt er ab 2001 einen Profivertrag beim Team US Postal Service. Sein Durchbruch gelang ihm bei Paris–Roubaix 2002, wo der damals erst 21-Jährige den dritten Platz errang. Im Jahr 2004 konnte sich Boonen endgültig in der absoluten Weltspitze des Radsports etablieren: Im Frühjahr gewann er eine Reihe wichtiger flämischer Eintagesrennen meist im Massensprint, darunter das ProTour-Rennen Gent–Wevelgem sowie die Halbklassiker E3-Preis Harelbeke und Scheldepreis.
Im Jahr 2005 gewann Boonen mit der Flandern-Rundfahrt zum ersten Mal ein Monument des Radsports, nachdem er sich wenige Kilometer vor dem Ziel aus der sechsköpfigen Spitzengruppe gelöst hatte. Eine Woche später konnte sich Boonen dann auch den Sieg bei der nordfranzösischen "Königin der Klassiker" Paris–Roubaix sichern. Dadurch erreichte er mit nur 24 Jahren als jüngster Fahrer seit 1923 das prestigeträchtige Kopfsteinpflaster-Double, das zuletzt Peter Van Petegem 2003, Roger De Vlaeminck 1977 und Rik Van Looy 1962 gewonnen hatten. Bei der Tour de France 2005 konnte er die zweite und dritte Etappe im Massensprint für sich entscheiden. Zum Abschluss der Saison 2005 wurde er schließlich in Madrid Straßenweltmeister im Sprint einer größeren Spitzengruppe.
In den Folgejahren konnte Boonen seine Erfolge bei den Klassikern wiederholen: Die Flandern-Rundfahrt gewann er in den Jahren 2006 und 2012, Paris–Roubaix 2008, 2009 und 2012, im letzten Jahr nach einer 53 km langen Solofahrt. Als erstem Fahrer gelang es ihm damit 2012 das Double Flandern-Rundfahrt und Paris–Roubaix zu wiederholen. Als erster Fahrer überhaupt konnte er in diesem Jahr neben diesen beiden Monumenten die Halbklassiker E3 Harelbeke und Gent–Wevelgem in einer Saison gewinnen. Bei allen vier Rennen schloss er nach Anzahl Siegen jeweils zum Rekordhalter auf bzw. beim E3-Preis Harelbeke wurde er alleiniger Rekordgewinner dieser Rennen.
Auch bei Etappenrennen war Boonen erfolgreich und konnte zahlreiche Etappen, insbesondere im Sprint, und insbesondere viermal die Gesamtwertung der Katar-Rundfahrt gewinnen. Bei der Tour de France gewann er insgesamt sechs Etappen. Er eroberte 2006 auf der dritten Etappe das Gelbe Trikot des Führenden in der Gesamtwertung und trug es vier Tage, bevor er während der 15. Etappe nach L’Alpe d’Huez entkräftet auf Grund von Atembeschwerden aufgab. 2007 gewann er die Punktewertung der Tour de France.
Im Oktober 2015 stürzte Tom Boonen auf der zweiten Etappe der Abu Dhabi Tour und erlitt einen Bruch des Schläfenbeins. Zunächst wurde befürchtet, dass er eine halbjährige Pause einlegen müsse. Schon im Dezember 2015 begann er jedoch wieder mit dem Training. Von seiner Verletzung behielt er allerdings eine dauerhafte Schädigung des Gehörs zurück. Bei Paris–Roubaix 2016 wurde er Zweiter im Sprint der fünfköpfigen Spitzengruppe.
Nachdem Boonen im November 2016 erklärt hatte, dass er nach seiner Teilnahme an Paris–Roubaix 2017 seine Radsportlaufbahn beenden werde, holte er auf der zweiten Etappe der Vuelta a San Juan 2017 seinen letzten internationalen Erfolg und zugleich als erster Fahrer einen internationalen Sieg auf einem Rennrad mit Scheibenbremsen. Bei seiner letzten Flandern-Rundfahrt wurde er nach einem Defekt 37. Anschließend beendete er Paris–Roubaix im Verfolgerfeld als 13.

## Kokain-Affären
Im Juni 2008 wurde bekannt, dass Boonen vor der Belgien-Rundfahrt positiv auf Kokain getestet wurde. Da der positive Test mehr als drei Tage vor Beginn der Rundfahrt genommen wurde, handelte es sich nicht um Doping. Allerdings drohten Boonen strafrechtliche Konsequenzen. Daraufhin luden die Ausrichter der Tour de Suisse 2008 und der Tour de France 2008 Boonen aus. Obgleich Boonen sich für ein Fehlverhalten entschuldigte, bestritt er einen bewussten Konsum von Kokain; bei einem Besuch in einer Bar sei ihm die Droge heimlich in seinen Drink gemischt worden.
Nur wenige Tage nach dem Gewinn des Klassikers Paris–Roubaix 2009 wurde Boonen abermals positiv auf Kokain getestet und am 9. Mai 2009 von seinem Team Quick Step suspendiert. Am 18. Juni 2009 wurde bekannt, dass nach Meinung unabhängiger Experten der Belgier Tom Boonen die Droge nicht geschnupft habe. Eine Haaranalyse in der Universität Löwen ergab, dass die Menge zu gering gewesen sei und sich Boonen das Kokain folglich nicht durch die Nase zugeführt habe. Nach Ansicht der Fachleute sei es lediglich zum „indirekten Kontakt“ mit der Droge gekommen. Nachdem die Amaury Sport Organisation Boonen das Startrecht bei der Tour de France 2009 verweigert hatten, setzte er dieses vor dem Sportgericht des Französischen Olympischen Komitees durch. Wegen wiederholtem Kokain-Konsum erhielt Boonen im August 2009 in einem Strafverfahren eine Geldstrafe in Höhe von 1000 Euro.

## Erfolge

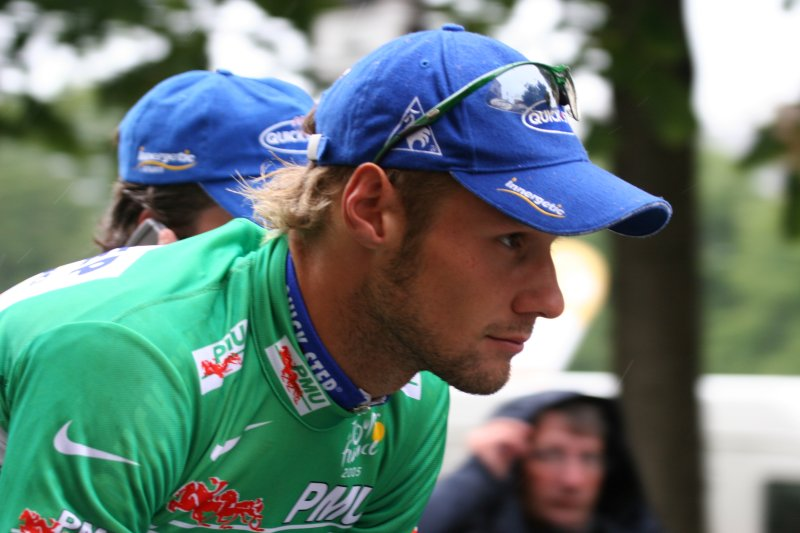
Tom Boonen während der Tour de France 2005

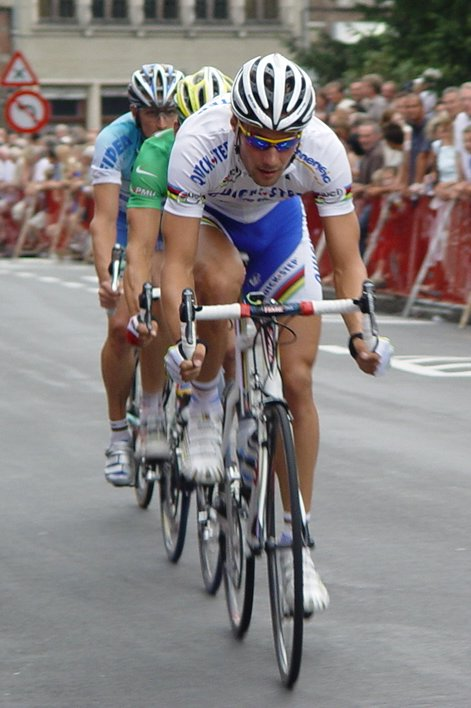
Tom Boonen beim Criterium Herentals, 2006

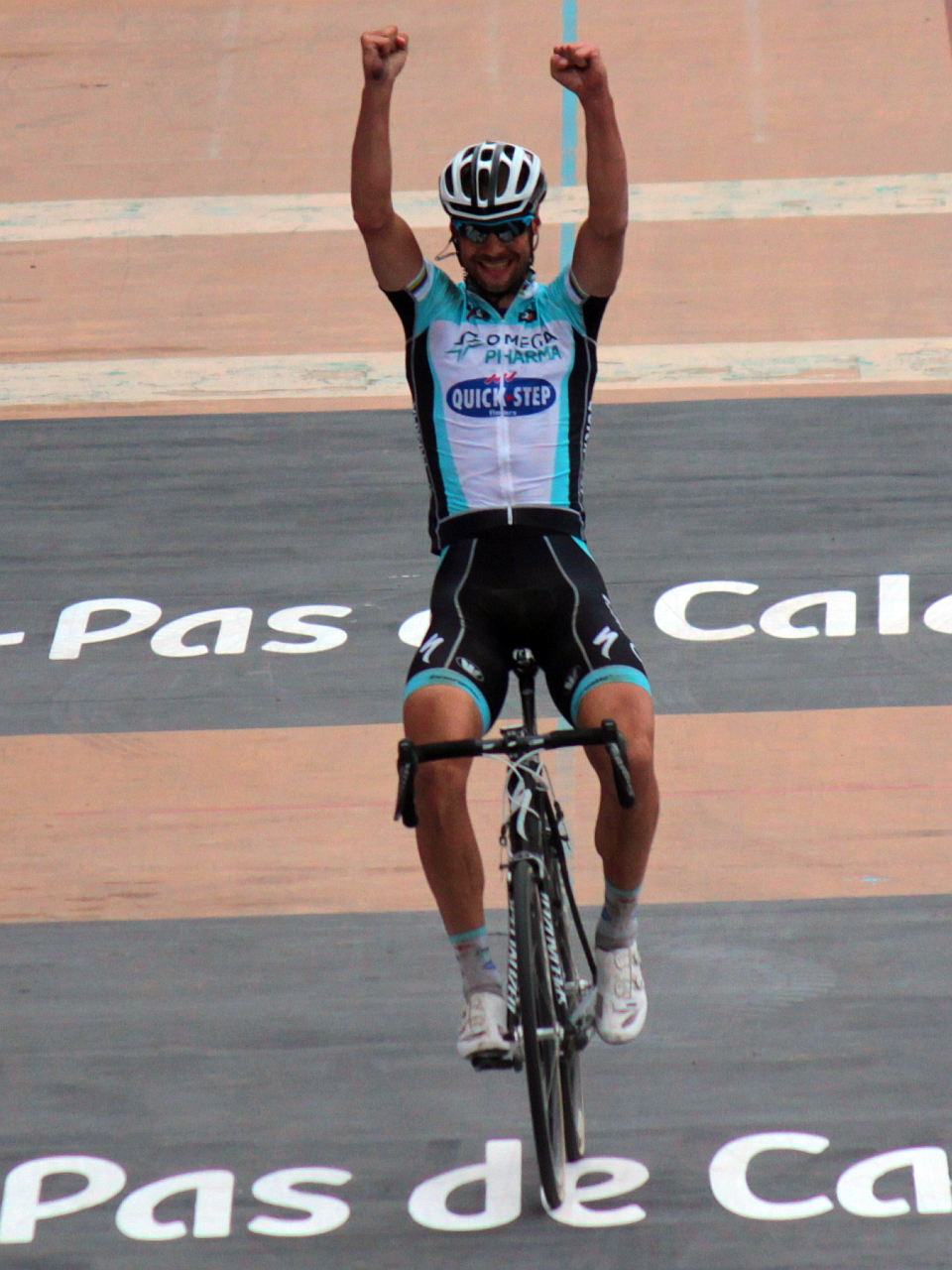
Tom Boonen gewinnt Paris–Roubaix 2012

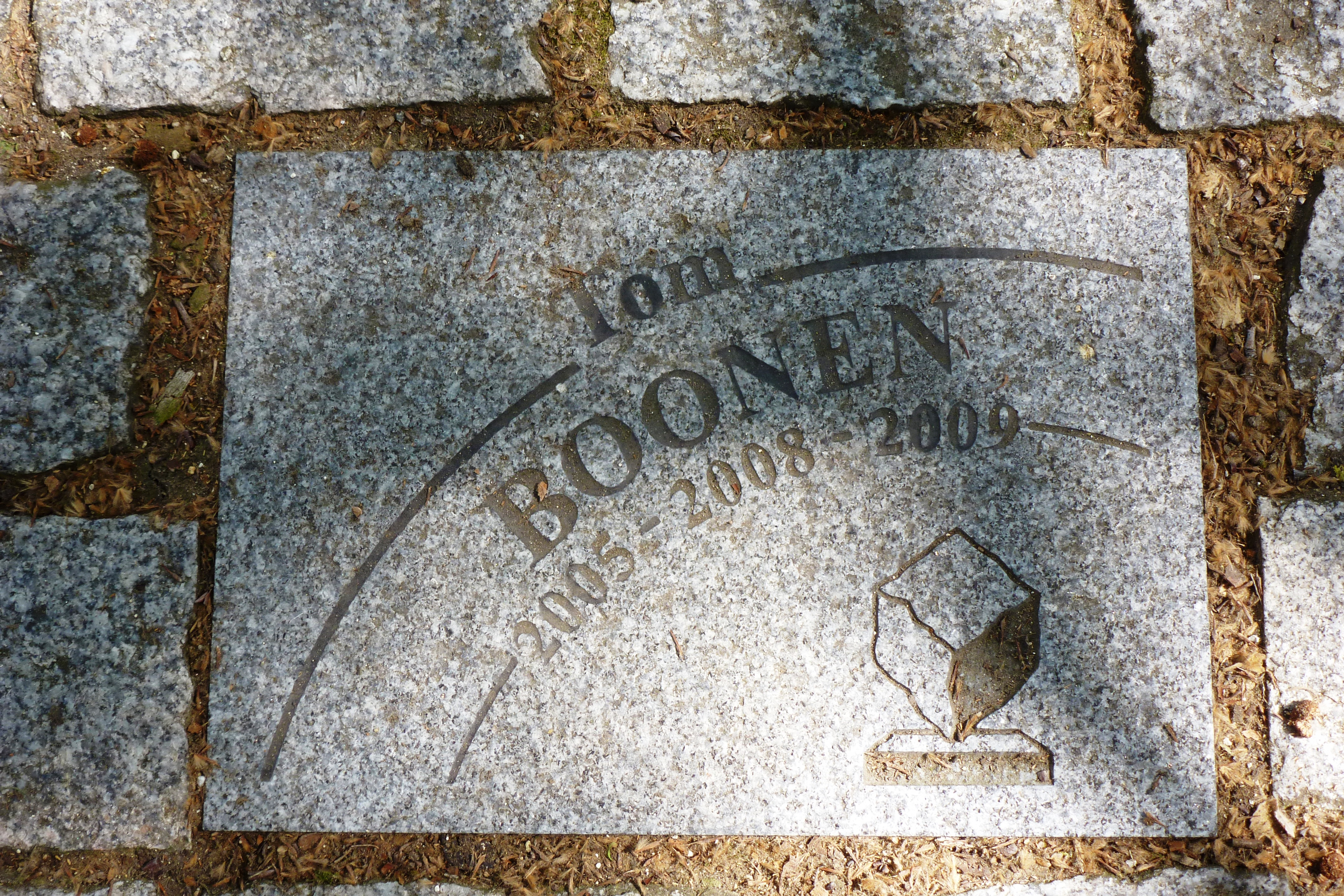
Pflasterstein für Tom Boonen als Sieger von Paris–Roubaix

| 2001 - zwei Etappen Grand Prix Tell - Belgischer Meister – Straßenrennen (U23) 2002 - Mannschaftszeitfahren Volta a Catalunya 2003 - eine Etappe Belgien-Rundfahrt 2004 - eine Etappe Tour of Qatar - eine Etappe Vuelta a Andalucía - E3-Prijs Vlaanderen - Gent–Wevelgem - Gesamtwertung und zwei Etappen Tour de Picardie - eine Etappe Belgien-Rundfahrt - zwei Etappen Deutschland Tour - Prolog und eine Etappe Ster Elektrotoer - zwei Etappen Tour de France - eine Etappe Tour of Britain - GP van Steenbergen - zwei Etappen Circuit Franco-Belge 2005 - zwei Etappen Tour of Qatar - zwei Etappen Paris–Nice - E3-Prijs Vlaanderen - Ronde van Vlaanderen - Paris–Roubaix - eine Etappe Tour de Picardie - Gesamtwertung und zwei Etappen Ronde van België - zwei Etappen Tour de France - Weltmeister – Straßenrennen 2006 - Doha International Grand Prix - Gesamtwertung und vier Etappen Tour of Qatar - eine Etappe Vuelta a Andalucía - drei Etappen Paris–Nice - E3-Prijs Vlaanderen - Ronde van Vlaanderen - Scheldeprijs Vlaanderen - zwei Etappen Belgien-Rundfahrt - Veenendaal–Veenendaal - eine Etappe Tour de Suisse - drei Etappen Eneco Tour - eine Etappe Tour of Britain 2007 - vier Etappen und Mannschaftszeitfahren Tour of Qatar - eine Etappe Vuelta a Andalucía - Kuurne–Brussel–Kuurne - Dwars door Vlaanderen - E3-Prijs Harelbeke - eine Etappe Belgien-Rundfahrt - zwei Etappen und Punktewertung Tour de France | 2008 - Gesamtwertung, drei Etappen und Mannschaftszeitfahren Tour of Qatar - eine Etappe Tour of California - Paris–Roubaix - eine Etappe Belgien-Rundfahrt 2008 - eine Etappe Ster Elektrotoer - eine Etappe Österreich-Rundfahrt - eine Etappe Tour de Wallonie - zwei Etappen Eneco Tour - zwei Etappen Vuelta a España - eine Etappe Circuit Franco-Belge 2009 - Gesamtwertung und eine Etappe Tour of Qatar - Kuurne–Brussel–Kuurne - Paris–Roubaix - Belgischer Meister – Straßenrennen - eine Etappe Eneco Tour - eine Etappe Circuit Franco-Belge 2010 - zwei Etappen Tour of Qatar - eine Etappe Tour of Oman - eine Etappe Tirreno–Adriatico 2011 - eine Etappe Tour of Qatar - Gent–Wevelgem 2012 - eine Etappe Tour de San Luis - Gesamtwertung und zwei Etappen Tour of Qatar - eine Etappe Paris–Nice - E3 Harelbeke - Gent–Wevelgem - Ronde van Vlaanderen - Paris–Roubaix - Belgischer Meister – Straßenrennen - Gesamtwertung und eine Etappe World Ports Classic - Paris–Brüssel - Weltmeister – Mannschaftszeitfahren 2013 - eine Etappe Tour de Wallonie - Weltmeister – Mannschaftszeitfahren 2014 - zwei Etappen Tour of Qatar - Kuurne–Brussel–Kuurne - zwei Etappen Belgien-Rundfahrt - Weltmeisterschaft – Mannschaftszeitfahren 2015 - eine Etappe Belgien-Rundfahrt - Rund um Köln - eine Etappe Eneco Tour - Weltmeisterschaft – Mannschaftszeitfahren - Sparkassen Münsterland Giro 2016 - eine Etappe Tour de Wallonie - Prudential RideLondon-Surrey Classic - Brussels Cycling Classic - Weltmeisterschaft – Straßenrennen 2017 - eine Etappe Vuelta a San Juan Internacional |

## Platzierungen bei den Monumenten des Radsports
| Monument                 | 2002 | 2003 | 2004 | 2005 | 2006 | 2007 | 2008 | 2009 | 2010 | 2011 | 2012 | 2013 | 2014 | 2015 | 2016 | 2017 |
| ------------------------ | ---- | ---- | ---- | ---- | ---- | ---- | ---- | ---- | ---- | ---- | ---- | ---- | ---- | ---- | ---- | ---- |
| Mailand–Sanremo          | –    | 78   | 75   | 8    | 4    | 3    | 28   | 15   | 2    | 28   | 22   | DNF  | –    | –    | 55   | 35   |
| Flandern-Rundfahrt       | 24   | 25   | 25   | 1    | 1    | 12   | 17   | 20   | 2    | 4    | 1    | DNF  | 7    | –    | 15   | 37   |
| Paris–Roubaix            | 3    | 24   | 9    | 1    | 2    | 6    | 1    | 1    | 5    | DNF  | 1    | –    | 10   | –    | 2    | 13   |
| Lüttich–Bastogne–Lüttich | –    | –    | –    | –    | –    | –    | –    | –    | –    | –    | –    | –    | –    | –    | –    | –    |
| Lombardei-Rundfahrt      | –    | –    | –    | –    | –    | –    | –    | –    | –    | –    | –    | –    | –    | –    | –    | –    |

## Auszeichnungen
- Vélo d’Or 2005

## Familiäres
Sein Vater André Boonen war von 1979 bis 1984 als Radprofi aktiv.